# Babí hora
Babí hora je přírodní památka jihovýchodně od Hluku v okrese Uherské Hradiště. Důvodem ochrany jsou stepní společenstva s výskytem chráněných druhů rostlin a živočichů.

## Předmět ochrany
Zachování zbytku jedinečných stepních společenstev panonského termofytika s výskytem chráněných a ohrožených rostlinných i živočišných druhů.

## Přírodní poměry
Lokalita patří do jižní bělokarpatské jednotky, půdy jsou suché, kamenité, v dolní části s poměrně vysoko položenou hladinou spodní vody.

### Flóra
Vegetační kryt tvoří teplomilný trávník svazu Bromion erecti, ve kterém dominuje pýr prostřední (Elymus hispidus), válečka prapořitá (Brachypodium pinnatum), ostřice chabá (Carex flacca). Z významných druhů se zde vyskytuje vstavač osmahlý (Neotinea ustulata), hrachor panonský chlumní (Lathyrus Pannonicus subsp. Collinus), kosatec dvoubarevný (Iris variegata), oman mečolistý (Inula ensifolia), kozinec dánský (Astragalus danicus), bělozářka větevnatá (Anthericum ramosum). Celé území je bezlesé.

### Fauna
Lokalita je bohatá na teplomilný hmyz, např. pestrokřídlec podražcový (Zerynthia polyxena), modrásek vikvicový (Polyommatus coridon), perleťovec kopřivový (Brenthis ino), stepní tesařík Dorcadion fulvum, kudlanka nábožná (Mantis religiosa), soumračník hnědý a řada jiných, zejména motýlů čeledi modráskovitých. Z význačnějších druhů ptactva zde byl zaznamenán bramborníček černohlavý (Saxicola rubicola), pěnice černohlavá (Sylvia atricapilla), pěnice pokřovní (Sylvia curruca), ťuhýk šedý (Lanius excubito), ťuhýk obecný (Lanius collurio).

## Hospodářské využívání
Historické využití bylo formou extenzivní obecní pastviny. V současnosti již dlouhodobě bez obhospodařování, občasnými požáry je potlačována sukcese dřevin. Jednou za dva až tři roky by bylo vhodné území pokosit a odstranit ojedinělý nálet dřevin.